# 殷觀
殷觀（？—？），字孔休，荊州人，東漢末年時期人物。劉備擔任荊州牧時的謀士。

## 生平
劉備才新取荊州四郡，殷觀這時擔任荊州主薄，正好孫權就派使者向劉備討論怎樣進取蜀地益州，劉備這時被孫權心動，因東吳不可能越荆州而有蜀，蜀地就可據為己有。
這時殷觀勸劉備：「若我們為吳開路，前進未必能攻克蜀地，後退可能為吳乘虛而入，那時即大勢而去。現今但可以贊同他伐蜀，而自己推卻說剛佔據荊南諸郡，未能興兵妄動，吳必定不敢越過我境而單獨取蜀。依照此進退得宜之計謀，便可以收吳、蜀兩地之利。」因此劉備採納，孫權果然取消進攻益州計劃，殷觀也被劉備升職為別駕從事。

## 评价
楊戲於其《季漢輔臣贊》稱：「孔休、文祥，或才或臧，播播述志，楚之蘭芳。」文祥是指習禎，因此知其為荊州人士，但確切郡縣則不詳。殷純其人，僅見於先主傳，建安二十五年為大司馬屬，是否與殷觀有親緣關係，尚須史料佐證。